# Walter Sondermann
Walter Sondermann (* 26. Februar 1899 in Altenvoerde, Amt Voerde; † 27. Februar 1973) war ein deutscher Politiker (SPD). Er war von 1952 bis 1970 Bürgermeister der nordrhein-westfälischen Stadt Ennepetal.

## Leben
Bei der Firma Carl Daniel Peddinghaus absolvierte er eine Ausbildung zum Gesenkgraveur. Durch eine Verletzung im Ersten Weltkrieg an der französischen Front war Walter Sondermann beinamputiert. Nach dem Êrsten Weltkrieg besuchte er die Kunstgewerbeschule in Barmen für eine Ausbildung zum Ziseleur und Feingraveur. Er war Meister und Vorarbeiter in der Werkzeugmacherei der Firma August Bilstein in Altenvoerde. Er starb einen Tag nach seinem 74. Geburtstag an einer schweren Krankheit.
Walter Sondermann hatte fünf Brüder und eine Schwester. Er war seit 1926 verheiratet.

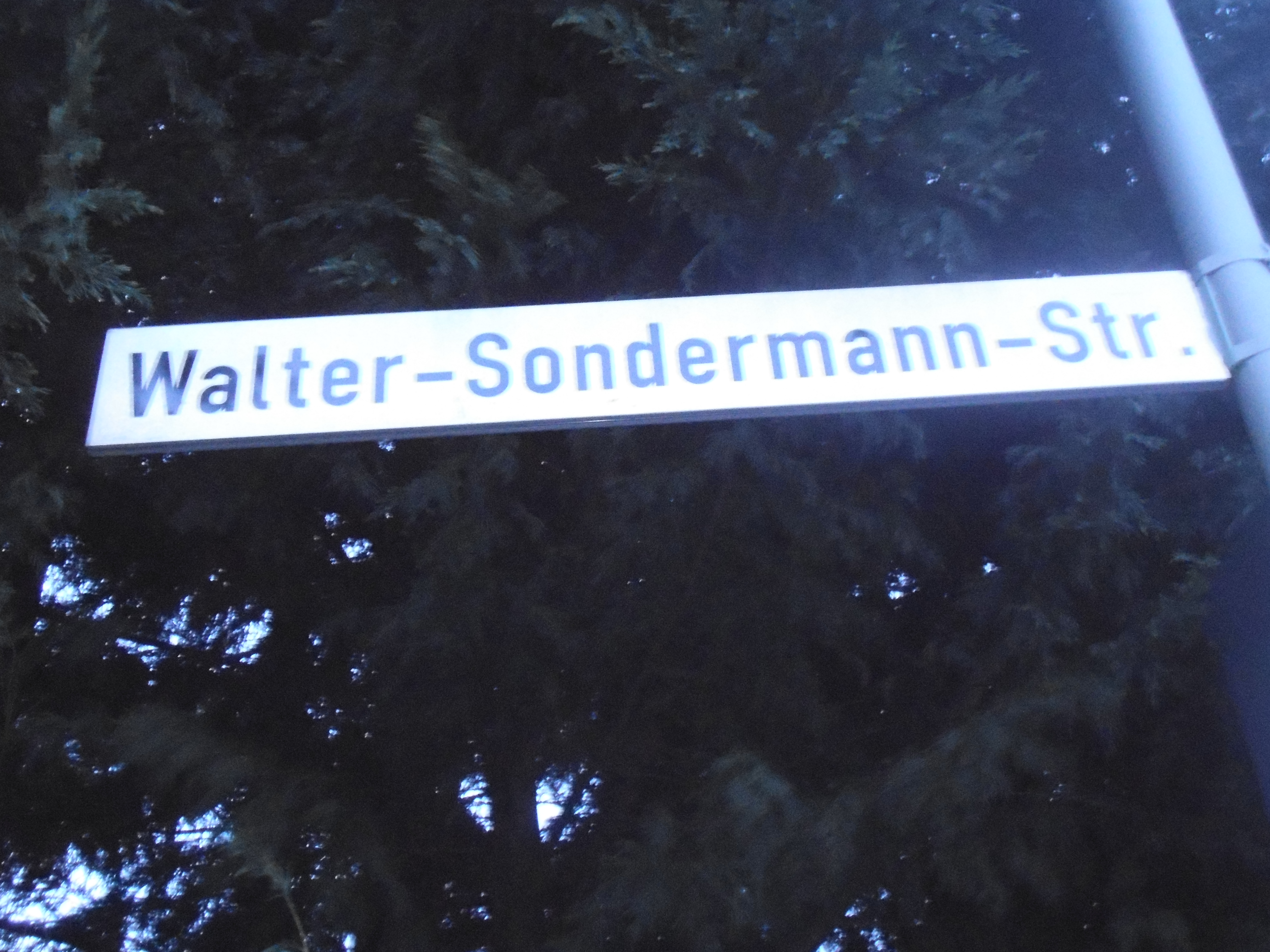
Eine nach Walter Sondermann benannte Straße in Ennepetal

## Politik
Vom 2. Oktober 1946 bis zum 31. März 1949 war Sondermann Amtsbürgermeister des Amts Voerde innerhalb des Amts Milspe-Voerde. Bei Gründung der Stadt Ennepetal am 1. April 1949, die aus den Gemeinden Voerde und Milspe entstand, war er zuerst ab November 1949 stellvertretender Bürgermeister unter Fritz Textor (FDP). Nach der Wahl im November 1952 übernahm Walter Sondermann das ehrenamtliche Bürgermeisteramt und übte es bis 1970 aus. Bis heute (Stand 2024) war niemand in Ennepetal Bürgermeister für einen längeren Zeitraum. Sein Nachfolger wurde Ewald Rettberg (SPD). Nach Walter Sondermanns Ausscheiden als Bürgermeister wurde er zum Ehrenbürgermeister Ennepetals ernannt.
Während Sondermanns Amtszeit stieg die Einwohnerzahl Ennepetals von 20.000 auf 38.000.
Walter Sondermann war Mitglied der Mitgliederversammlung des Deutschen Städte- und Gemeindebundes.

## Ehrungen
Walter Sondermann war mehr als 20 Jahre lang Schiedsmann, wofür ihm am 30. April 1968 mit Überreichung am Amtsgericht Schwelm das Bundesverdienstkreuz am Bande verliehen wurde. Eine Straße in einem Neubaugebiet am oberen Strückerberg des Ennepetaler Ortsteils Büttenberg wurde nach ihm benannt.